# Девід Дінкінс
Девід Норман Дінкінс (англ. David Norman Dinkins; 10 липня 1927, Трентон, Нью-Джерсі — 23 листопада 2020) — американський політичний діяч, мер Нью-Йорка в 1990–1993. Єдиний чорношкірий мер цього міста за всю його історію.

## Початок життя
Дінкінс народився в Трентоні (Нью-Джерсі) і виховувався своєю матір'ю і бабусею. Батьки розлучилися, коли йому було 7 років. Девід поїхав до Гарлему ще будучи дитиною, але по закінченні школи повернувся в Трентон, де її і закінчив, опинившись у списку 10 % найкращих учнів класу. Після школи він спробував вступити до Корпусу морської піхоти США, але не був прийнятий зважаючи на вичерпання расової квоти. Після короткочасної служби в іншому роді військ армії США, його все ж перевели в морські піхотинці.
Дінкінс отримав диплом з відміткою «з великою пошаною» від Говардського університету зі ступенем з математики та був членом студентського братства «Альфа Пі Альфа» — першого в історії міжколеджського братства афроамериканців.

## Політична кар'єра
Дінкінс просувався по кар'єрних сходах в Демократичній партії в Гарлемі і став частиною досить впливової групи афроамериканських політиків, яка включала такі постаті як Герман Фаррелл, Персі Саттон, Бейз Петерсон і Чарльз Ренджел, троє останніх з яких, укупі з Дінкінсом становила відому «Гарлемську банду чотирьох». Як інвестор, Девід був одним з п'ятдесяти афроамериканських інвесторів, які допомогли Персі Саттону заснувати Inner City Broadcasting Corporation в 1971 році. Нетривалий час він служив у законодавчих зборах штату Нью-Йорк та багато років клерком в місті Нью-Йорку.
Девід був названий помічником депутата при Авраамі Д. Бімі, але зрештою так і не був призначений, так як був обраний президентом Манхеттенського округу в 1985-му на третє коло. Мером міста Дінкінс був обраний 7 листопада 1989, перемігши Еда Коча, який до того часу закінчував свій третій термін, ще двох кандидатів від демократів, а також Руді Джуліані, кандидата від республіканців.
Дінкінс був учасником корупційного скандалу, в якому були залучені ще кілька членів Демократичної партії в Нью-Йорку. Обвинувальні вироки кільком ключовим демократам дозволили Девіду обійти потенційних конкурентів по партії.
Під час його каденції також трапилися заворушення, влаштовані афроамериканцями, які переросли в погроми за національною ознакою в Краун-Хейтс, на півночі Брукліна (1990), які тривали кілька днів.